# Domingo sangriento de Altona

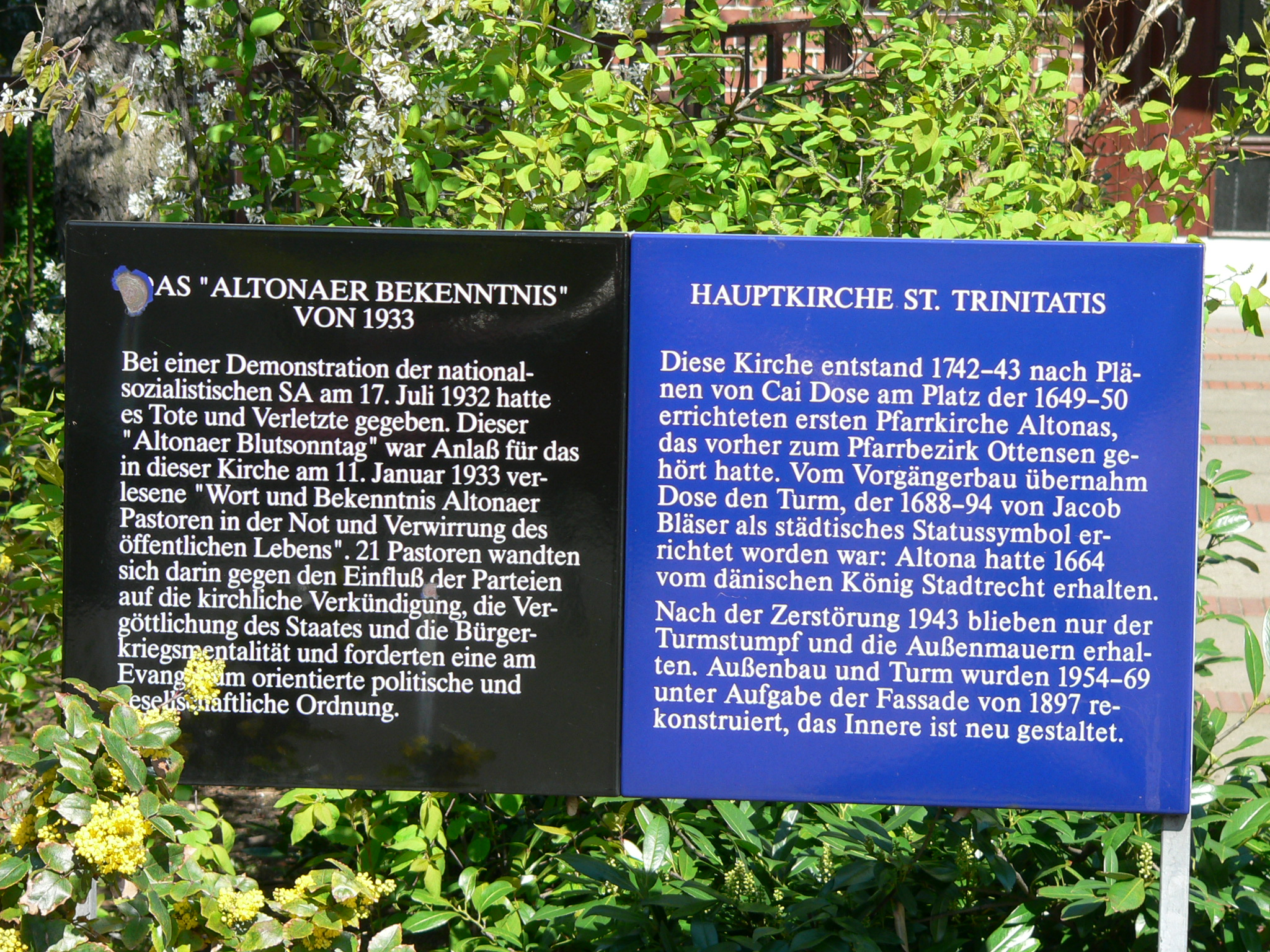
Placa conmemorativa de la “Confesión de Altona” y los acontecimientos del domingo sangriento

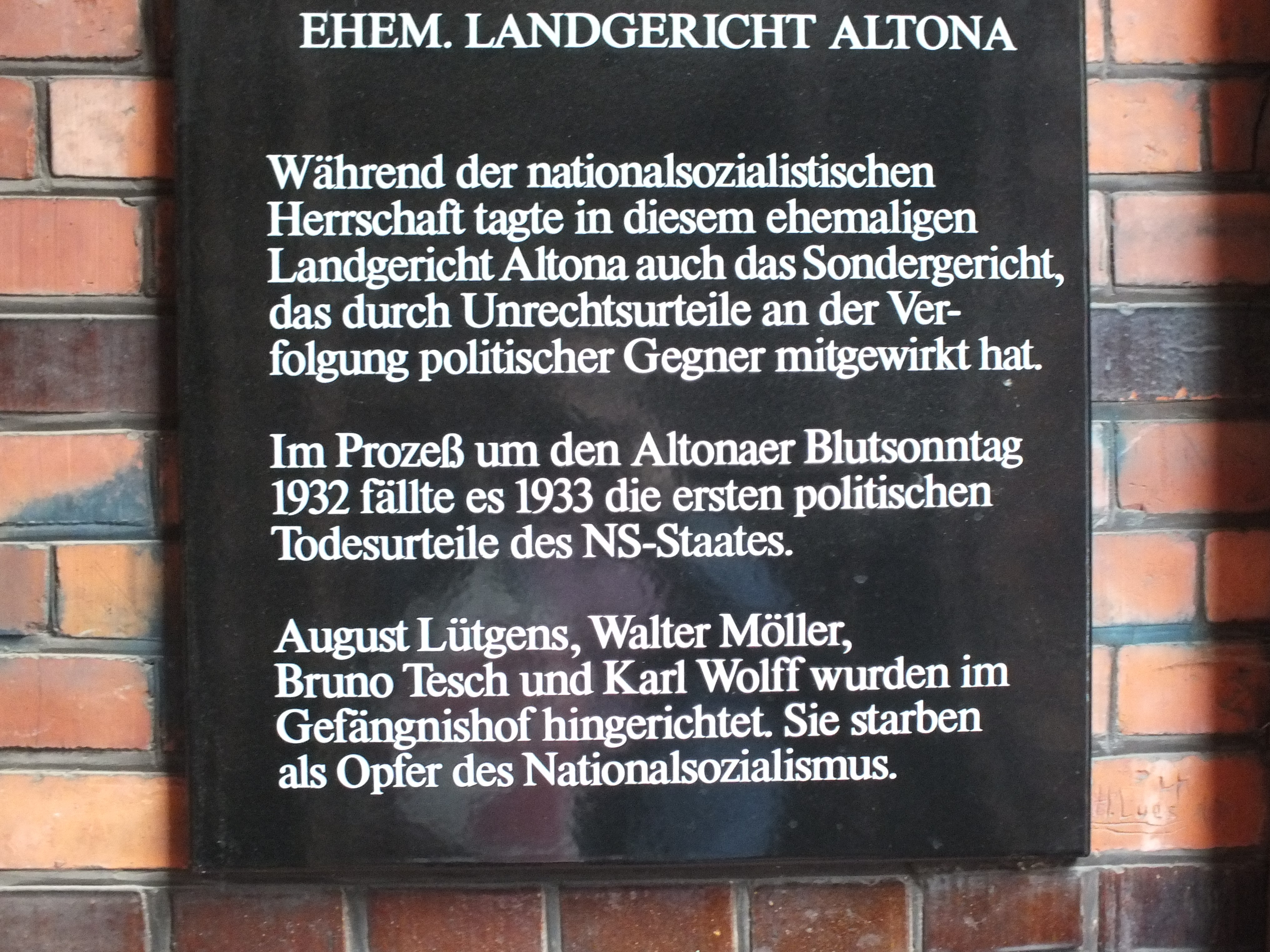
Placa conmemorativa en el tribunal de distrito de Altona para los ejecutados

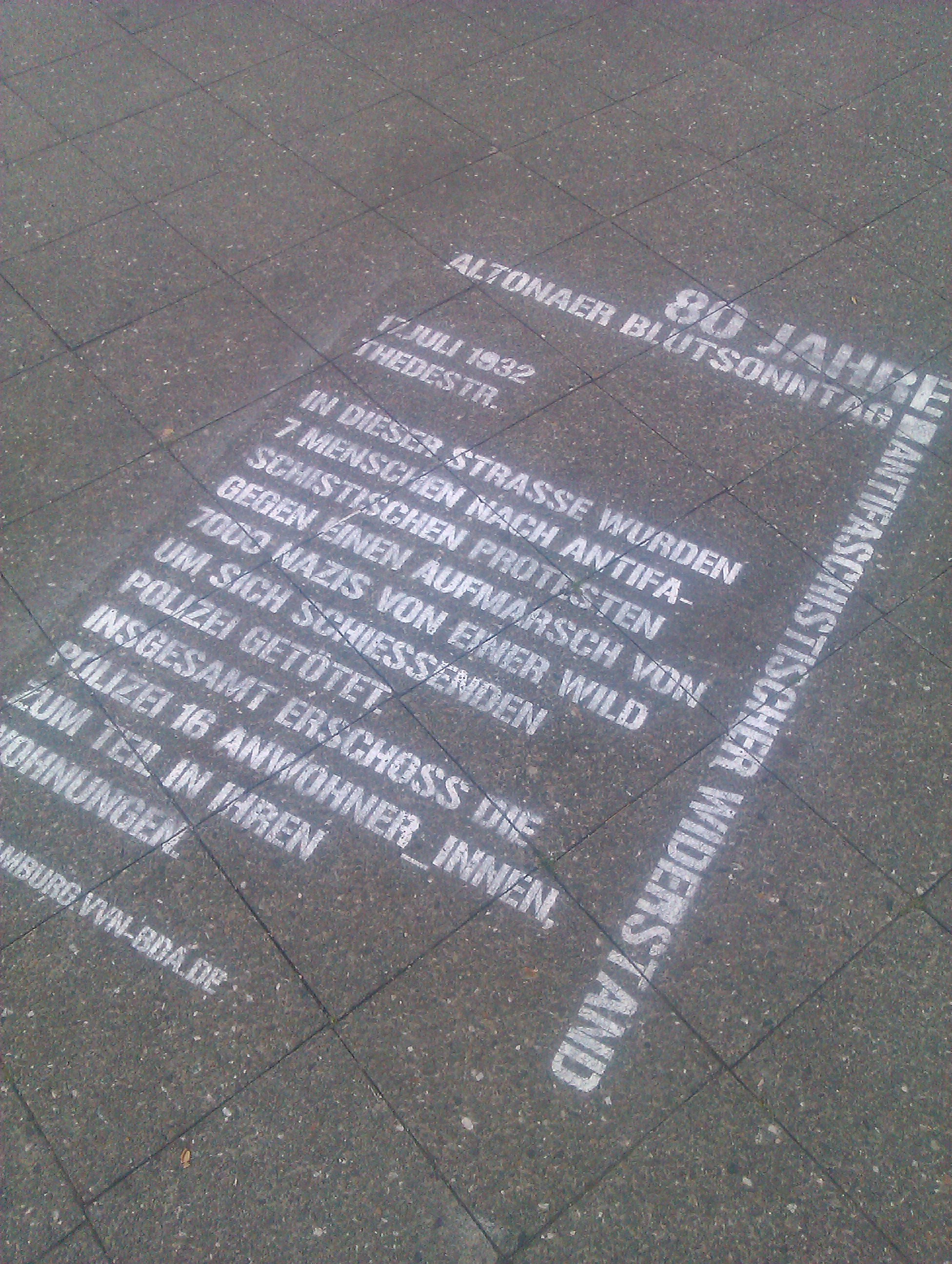
“Monumento a la guerrilla” de la Unión de los Perseguidos del Régimen Nazi, visto en el verano de 2012 en la Große Bergstraße

El Domingo sangriento de Altona designa a una serie de violentos enfrentamientos acontecidos el 17 de julio de 1932 durante una marcha promocional de las SA en la ciudad de Altona, que entonces formaba parte de la provincia prusiana de Schleswig-Holstein (incorporada a Hamburgo en 1937 por la Ley del Gran Hamburgo), en los que fueron murieron a tiros 18 personas. Este incidente fue utilizado por el gobierno del Reich alemán bajo el canciller Franz von Papen y por su presidente del Paul von Hindenburg para derrocar al gobierno prusiano en ejercicio en el Golpe de Estado de Prusia el 20 de julio de 1932 mediante un decreto de emergencia.

## Antecedentes
El 16 de junio de 1932, el gobierno de Papen levantó la prohibición de las SS y SA impuesta por Heinrich Brüning en abril de 1932 para mostrar su agradecimiento a los nacionalsocialistas por tolerar su gabinete minoritario. Como consecuencia de ello, se esperaban importantes conflictos en la campaña electoral para las elecciones federales de Alemania de julio de 1932. En un mes hubo 99 muertos y 1.125 heridos en enfrentamientos principalmente entre nacionalsocialistas y comunistas.  También hubo enfrentamientos en Schleswig-Holstein, al que pertenecía Altona. En los primeros días de julio, los nacionalsocialistas mataron a dos socialdemócratas y dos comunistas. El 17 de julio, el presidente de la policía de Altona, Otto Eggerstedt (SPD), aprobó una gran manifestación de 7.000 hombres uniformados de las SA procedentes de todo Schleswig-Holstein a través del casco antiguo de Altona, llamado "Altona Roja" debido a su mayoría de comunistas o socialdemócratas trabajadores y que era conocido con el nombre local de “Pequeño Moscú”. Los comunistas vieron esta marcha por las zonas residenciales de los trabajadores como una provocación. A pesar de esta situación amenazadora, Eggerstedt y su suplente no se encontraban en Altona el día de la manifestación. Su superior, el primer ministro de Schleswig, tampoco estuvo representado en el lugar por ningún alto funcionario de policía.

## Transcurso

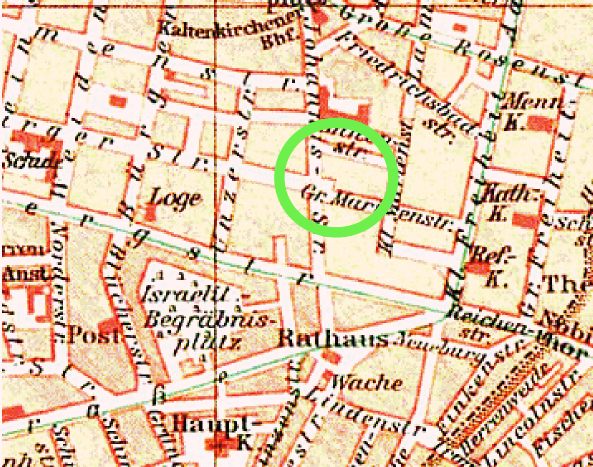
A modo de orientación se puede utilizar el lugar del incidente, ahora reconstruido: la Große Freiheit y el cementerio judío o la iglesia principal de la Santa Trinidad.

El 17 de julio de 1932, los participantes se reunieron en la zona entre la estación de tren y el ayuntamiento de Altona desde las 12:30 hasta las 14:30 horas. Alrededor de la hora 15:00 la marcha, con 7.000 participantes, partió inicialmente en dirección a Ottensen y Bahrenfeld. Alrededor de las 16:30 horas, el grupo llegó al casco antiguo de Altona, caminó por la Große Bergstrasse y en la Grosse Johannisstraße giró hacia la Schauburgerstrasse (hoy Schomburgstraße) hacia el barrio obrero densamente poblado.
En el cruce en donde la Große Marienstraße desde el este y la Schauburgerstrasse desde el oeste se unen a Große Johannisstrasse (aproximadamente a 53° 33' norte, 9° 57' E , hoy Walter-Möller-Park), poco antes de las 17.00 horas, se produjo un enfrentamiento entre una multitud de personas que se encontraban al borde de la calle y hombres de las SA de los grupos 1.º y 2.º Tormenta de Altona. Los hombres de las SA hicieron una salida por la Große Johannisstraße en dirección al Münzmarkt y golpearon a los oponentes que previamente habían arrojado objetos a los manifestantes.
Las fuerzas policiales desplegadas no pudieron separar a los grupos antagónicos, ni siquiera después de recibir refuerzos de la policía de la cercana Hamburgo. Los jefes policiales de más alto rango, incluido el jefe de la policía civil de Altona y el miembro del SPD del parlamento provincial de Schleswig-Holstein, Otto Eggerstedt, no se encontraban en el lugar. Otto Eggerstedt se había tomado ese día vacaciones.
Cuando los participantes de la marcha regresaron y quisieron formar filas, se produjeron disparos que mataron a dos hombres de las SA, Heinrich Koch y Peter Büddig.  Según sus declaraciones, el mando de la policía supuso ahora que ellos y la columna en marcha eran blanco de fuego selectivo desde tejados y ventanas. Luego empujó la marcha de las SA hacia la estación de tren y pidió refuerzos a la policía de Hamburgo. Este llegó entre las 17:30 y las 18:00 horas a la zona de Kleine Freiheit, Große Bergstrasse y Schauenburger Strasse. Según sus propias declaraciones, la policía sacó a la gente de la calle, ordenó que se cerraran las ventanas y disparó contra presuntos agresores y “tiradores desde tejados”. Los hombres de las SA y las SS ya no se encontraban en la zona en ese momento. A partir de las 17.40 horas, la policía de Altona realizó registros domiciliarios en los alrededores de Johannisstraße/Schauenburger Strasse y detuvo a unas 90 personas. Hubo más tiroteos a las 18.45 horas y, según el informe policial, "se restableció la calma" alrededor de las 19.00 horas. Durante estos hechos, 16 personas de la población local murieron por disparos de la policía. 

## Consecuencias

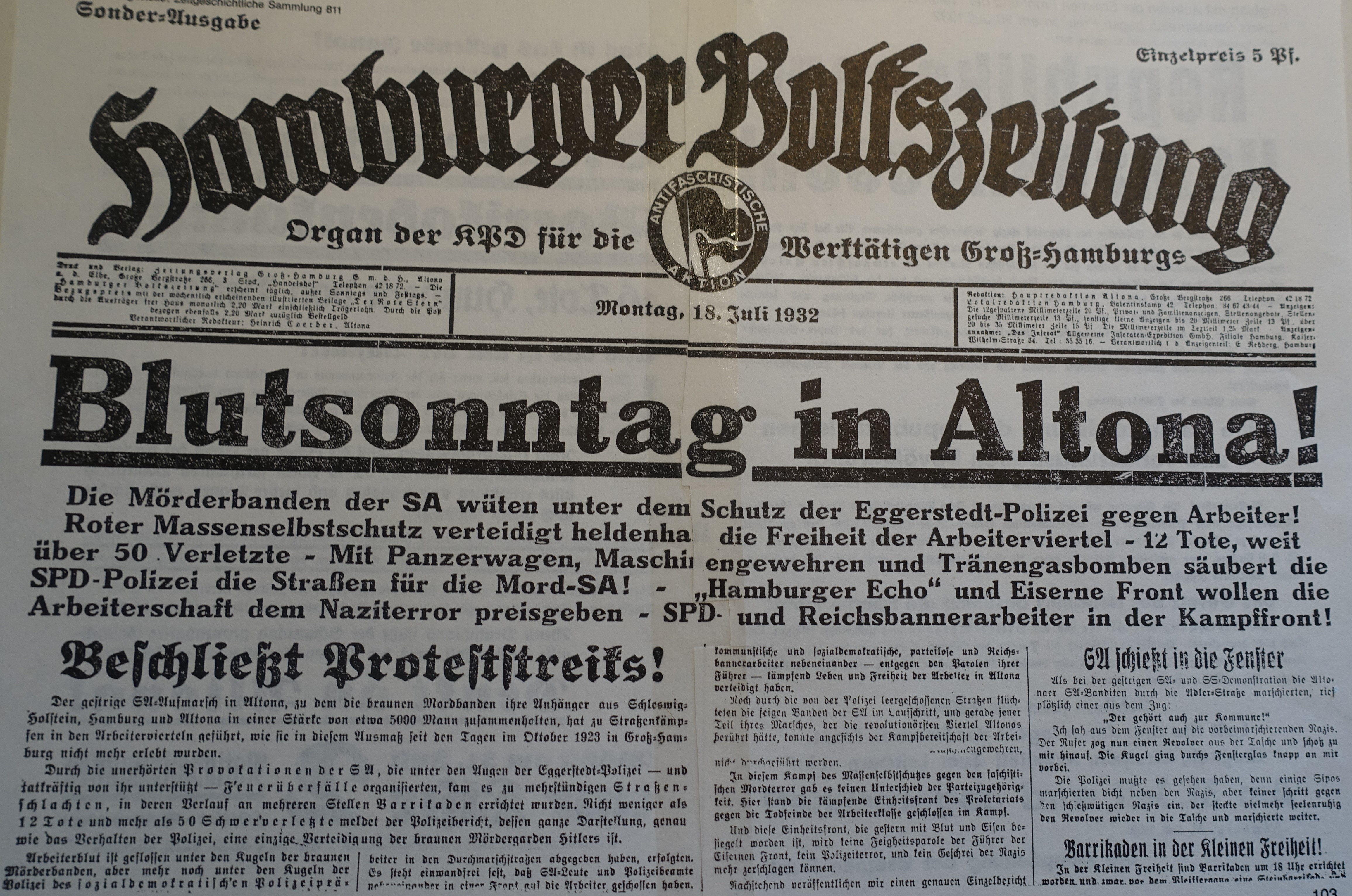
Hamburger Volkszeitung del 18 de julio de 1932

Al principio los disparos fueron dados probablemente tanto por la SA como por los comunistas.  La mayoría de los historiadores supusieron que los disparos mortales contra los dos hombres de las SA fueron realizados por comunistas. Según investigaciones posteriores, la muerte de las otras 16 personas fue causada por balas de carabina de la policía. Gracias al participante en la resistencia francesa Léon Schirmann, que revaluó los archivos del Domingo Sangriento de Altona en 1992, ahora se sabe que las balas mortales que alcanzaron a los dos hombres de la SA también provinieron de pistolas policiales. Nunca hubo evidencia de que los residentes que protestaban hubieran disparado. 
Los acontecimientos de Altona fueron utilizados tres días después, el 20 de julio de 1932, por el canciller del Reich Papen como pretexto para el Golpe de Estado de Prusia, en la que el gobierno minoritario prusiano dimitido, pero todavía en funciones, fue derrocado y la constitución democrática del Estado Libre de Prusia fue suspendida.
Los pastores protestantes de Altona (que en ese momento pertenecía a la iglesia regional de Schleswig-Holstein) reaccionaron al Domingo Sangriento con la "Palabra y una confesión de los pastores de Altona en la angustia y confusión de la vida pública". Esta declaración, concebida principalmente por Hans Christian Asmussen, fue leída desde los púlpitos y publicada el 11 de enero de 1933. La Confesión de Altona se considera un precursor importante de la posterior y más famosa Declaración teológica de Barmen.

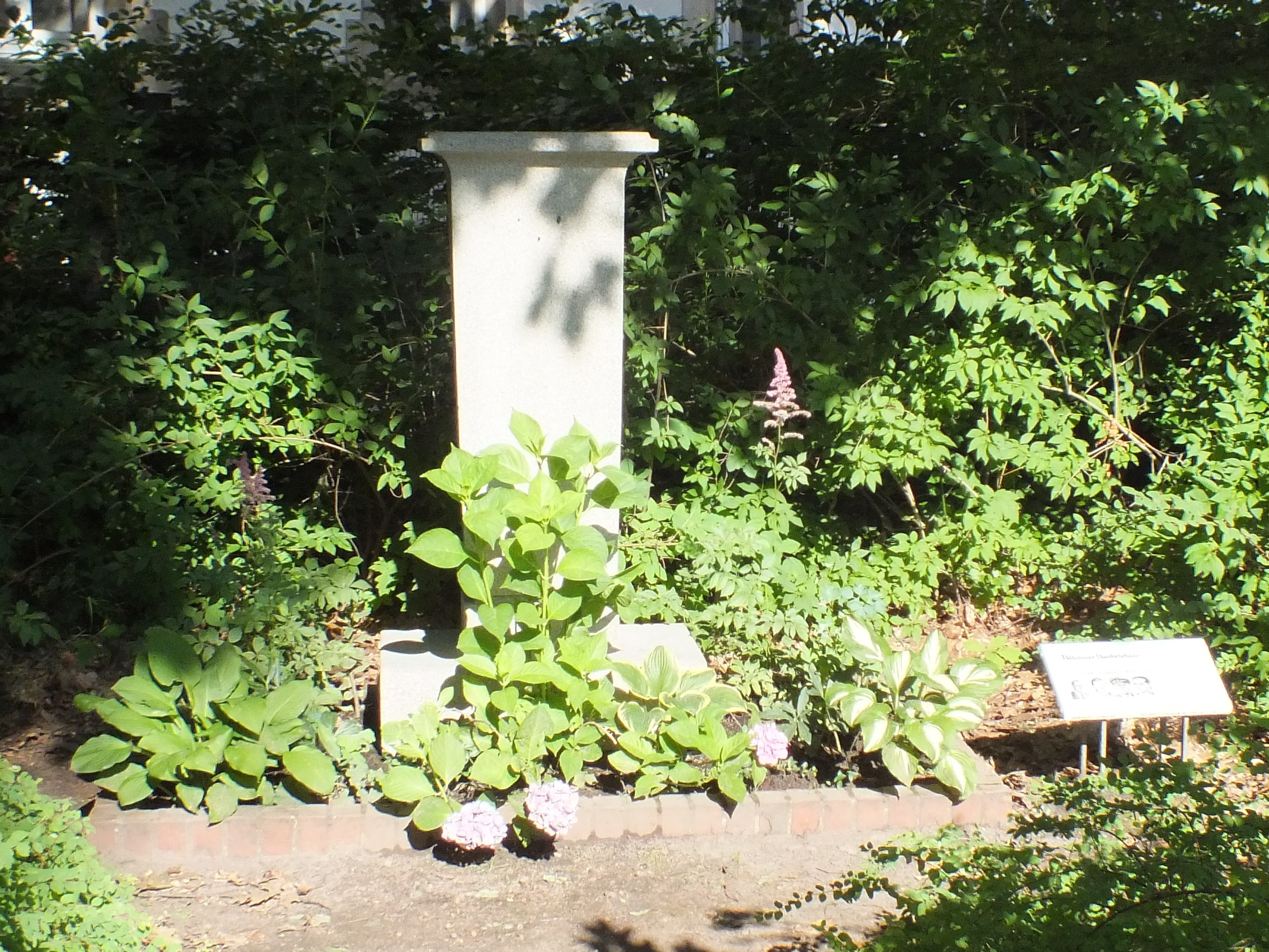
Estela en el lugar de ejecución en el patio del tribunal de distrito de Altona (2018)

Las investigaciones posteriores, que fueron llevadas a cabo por la policía y el poder judicial, se hicieron únicamente contra presuntos comunistas, y apenas produjeron resultados. Después de que los nacionalsocialistas llegaron al poder, el poder judicial alineado abrió los llamados juicios del domingo sangriento. Dado que el estado de derecho había sido abolido, las pesquisas se llevaron a cabo sobre la base de una investigación unilateral y con pruebas, informes periciales y declaraciones de testigos parcialmente falsificadas.
En el primer juicio, del 8 de mayo de 1933 al 2 de junio de 1933, cuatro de los acusados, Bruno Tesch, Walter Möller, Karl Wolff y August Lütgens, que se consideraban comunistas, fueron condenados a muerte por el tribunal especial de Altona, que había sido creado por políticos nacionalsocialistas.  Johannes Block fue el presidente del tribunal especial en este proceso.  La sentencia se ejecutó con un hacha de mano el 1 de agosto de 1933 en el patio del actual tribunal de distrito de Altona. Estas fueron las primeras ejecuciones “políticamente deseadas” en el Tercer Reich.  Los otros doce acusados fueron condenados a penas de prisión, algunas de ellas largas, entre ellos Emil Wendt, que fue condenado a 10 años de prisión.  Tras cumplir su condena, fue llevado a la prisión de Waldheim, en Sajonia, donde fue asesinado el 26 de octubre de 1944. En 1935 se llevaron a cabo un total de seis juicios del Domingo sangriento de Altona.

## Revisión

### Judicialmente

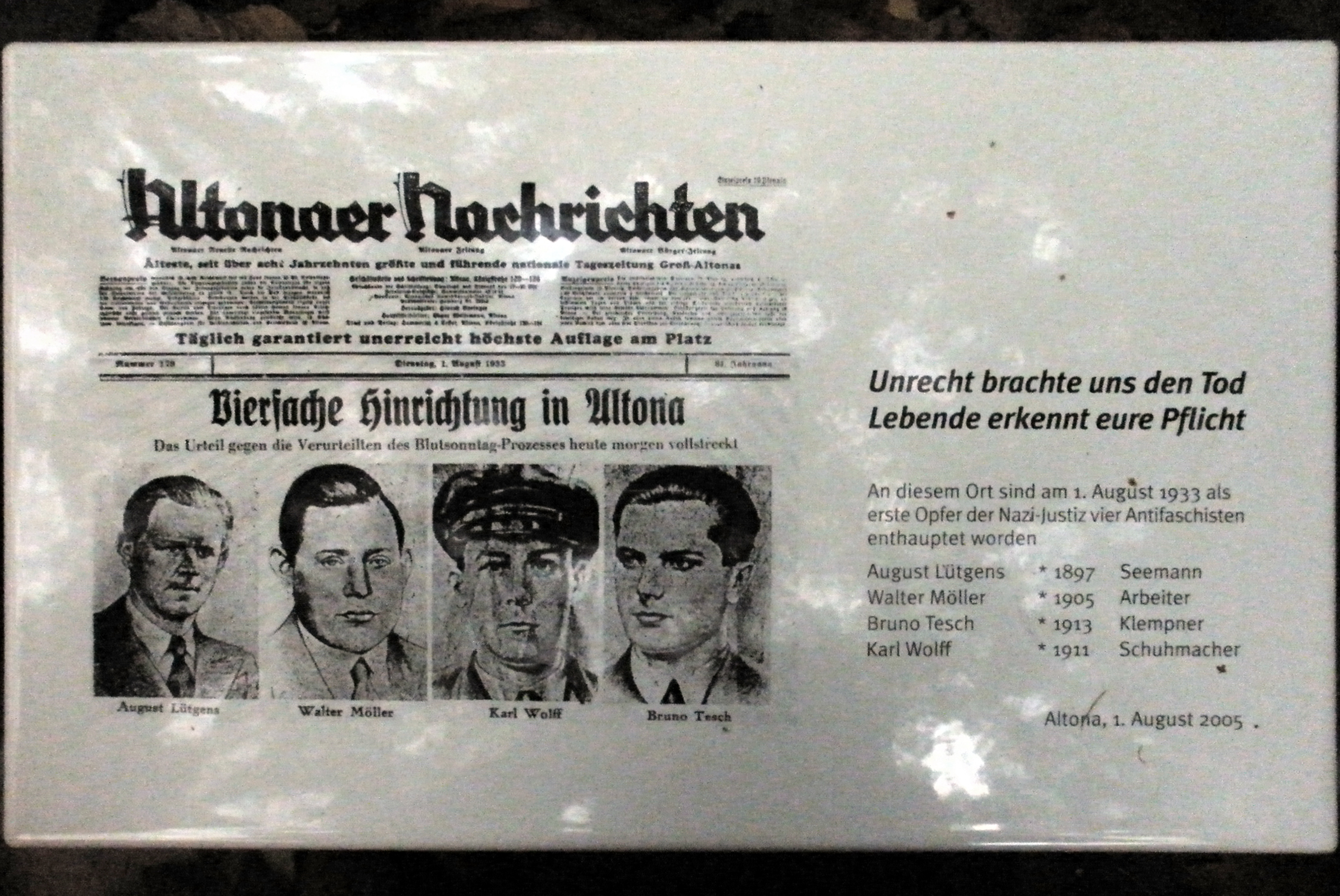
Placa conmemorativa de August Lütgens, Walter Möller, Karl Wolff y Bruno Tesch en el lugar de su ejecución, detrás del tribunal de distrito de Altona

No fue hasta 1992, después de que el luchador de la resistencia y ex profesor de física Léon Schirmann revaluara los expedientes del proceso almacenados en los archivos judiciales de Schleswig, que el Domingo sangriento de Altona fue nuevamente examinado en el tribunal regional de Hamburgo.
Schirmann había descubierto que no se realizaron disparos desde los tejados ni desde los pisos superiores, que no se arrestó a ningún tirador comunista y que no se encontraron armas durante los registros domiciliarios. La policía tampoco tuvo muertes ni heridos que informar. Entre los muertos no hubo francotiradores, los 16 eran ciudadanos de Altona que no participaron en las manifestaciones y murieron a causa de los disparos de la policía. 
El tribunal reconoció entonces la falsificación de pruebas en los juicios de aquella época y anuló las condenas a muerte impuestas a los cuatro presuntos autores en noviembre de 1992. De este modo fueron rehabilitados oficialmente como víctimas del régimen nazi. Sin embargo, los policías que dispararon no fueron identificados, ni tampoco los asesinos de los hombres de las SA, las dos primeras víctimas mortales. Los veredictos de los tres juicios posteriores no han sido anulados hasta el día de hoy. 

### En los medios

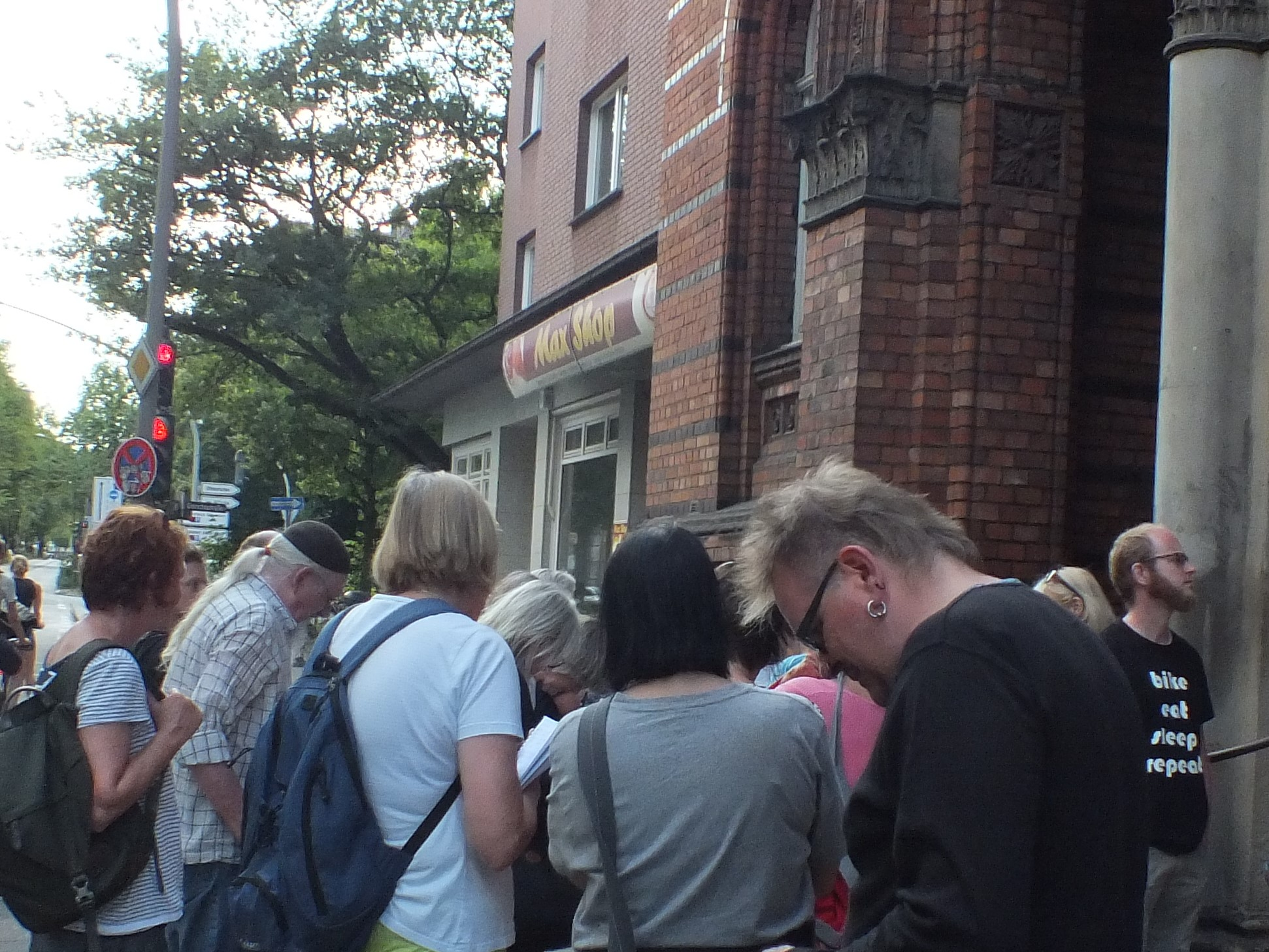
Visita por el distrito para el Domingo Sangriento de Altona del Taller de Historia de Ottensen 2018

Los acontecimientos constituyeron el trasfondo del libro Das Beil von Wandsbek de Arnold Zweig, que fue filmado en DEFA en 1951 por Falk Harnack con Erwin Geschonneck en el papel principal. 
En 1982 se realizó una segunda adaptación cinematográfica como drama televisivo en la República Federal de Alemania. 
En 2010, el autor Robert Brack procesó literariamente el trasfondo del Domingo sangriento de Altona en su novela Blutsonntag. 
Maryn Stucken escribió una obra de teatro sobre Bruno Tesch en 1987. 